# 秘魯擬喜蓋鯰
秘魯擬喜蓋鯰，為輻鰭魚綱鯰形目毛鼻鯰科的其中一種。分布於南美洲亞馬遜河流域，體長可達15公分。